# Stazione di Camaiore Lido-Capezzano
Stazione di Camaiore Lido-Capezzano vasútállomás Olaszországban, Camaiore településen. Az állomás megnevezése a település két frazionéjára, Capezzano Pianore-ra és Lido di Camaiore-ra utal.

## Vasútvonalak
Az állomást az alábbi vasútvonalak érintik:
- Pisa–La Spezia–Genova-vasútvonal

## Kapcsolódó állomások
A vasútállomáshoz az alábbi állomások vannak a legközelebb:
- Stazione di Viareggio
- Stazione di Pietrasanta